# Мертенс (Тексас)
Мертенс (енгл. Mertens) град је у америчкој савезној држави Тексас. По попису становништва из 2010. у њему је живело 125 становника.

## Демографија
Према попису становништва из 2010. у граду је живело 125 становника, што је 21 (14,4%) становника мање него 2000. године.
| Група             | 2000.       | 2010.      |
| Белци             | 119 (81,5%) | 87 (69,6%) |
| Афроамериканци    | 0 (0,0%)    | 0 (0,0%)   |
| Азијати           | 0 (0,0%)    | 0 (0,0%)   |
| Хиспаноамериканци | 26 (17,8%)  | 38 (30,4%) |
| Укупно            | 146         | 125        |